# Mercedes-Benz SLK-klass

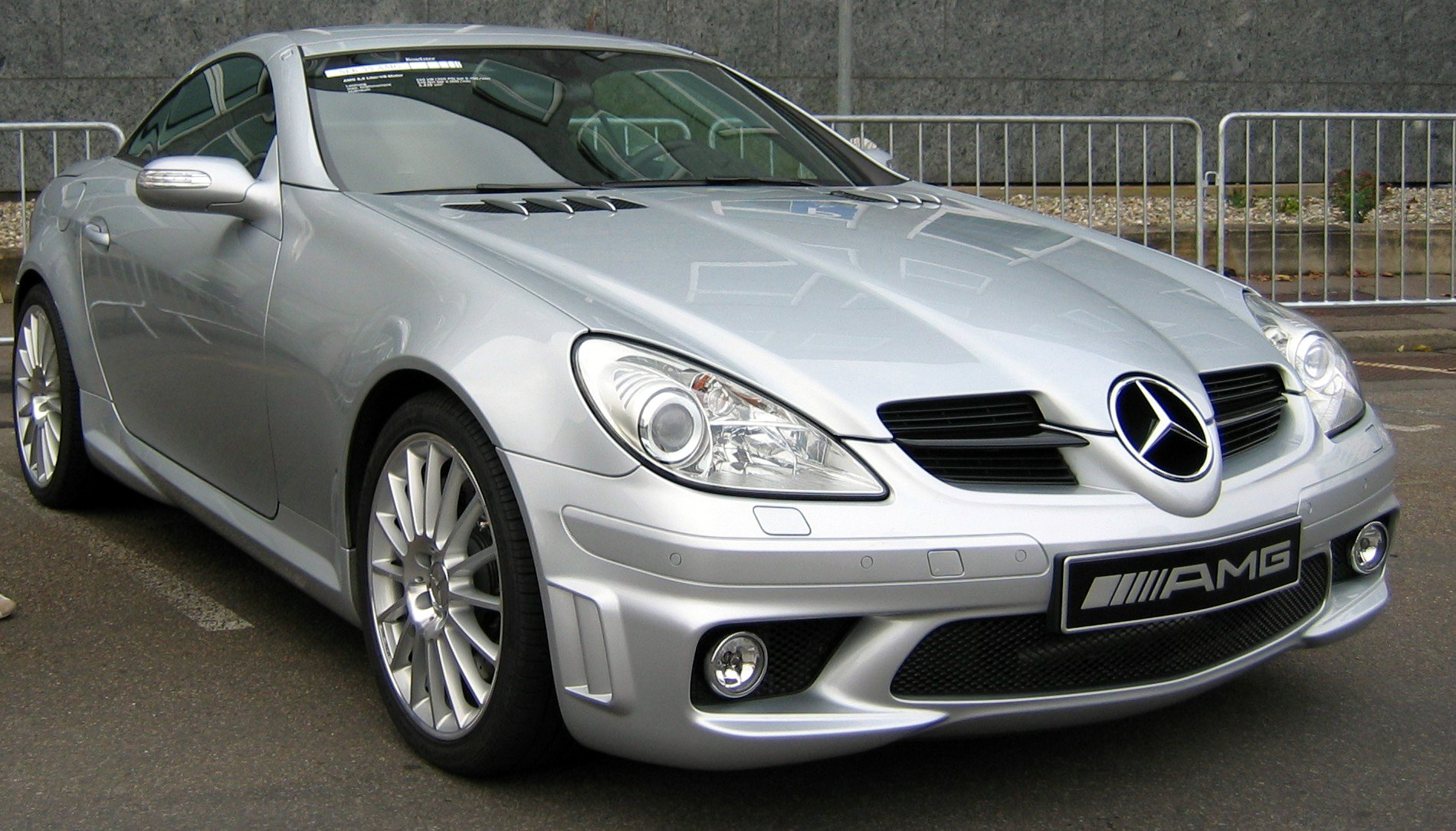
Mercedes SLK 55 AMG (R171)

Mercedes-Benz SLK (från 2016 benämnd SLC-klass) är en lyxroadster med infällbar hardtop, som tillverkas av Mercedes-Benz sedan 1996. Den första generationen, R170, tillverkades fram till 2004 då den ersattes av R171, vilken i sin tur ersattes av R172 år 2011.
Se även:
- Mercedes-Benz R170
- Mercedes-Benz R171
- Mercedes-Benz R172